# Glinica (powiat głogowski)
Glinica – wieś w Polsce położona w województwie dolnośląskim, w powiecie głogowskim, w gminie Żukowice.

## Podział administracyjny
W latach 1975–1998 miejscowość należała administracyjnie do województwa legnickiego.

## Zabytki
Do wojewódzkiego rejestru zabytków wpisane są obiekty:
- zespół pałacowy, z XVII-XX wieku
  - pałac – z 1680 r., przebudowany w drugiej połowie XVIII w., 1900 r.
  - park
  - aleja kasztanowa.